# Burgwall Laschendorf
Der Burgwall von Laschendorf, einem Ortsteil der Stadt Malchow im Landkreis Mecklenburgische Seenplatte, ist ein slawischer Burgwall. Er liegt nordwestlich des Ortes im Wald am Fleesensee.
Die kleine Wallburg hat einen Durchmesser von 50 Meter und war in der Slawenzeit durch das nahe Wasser wie eine Art Insel geschützt. Einige Forscher nehmen an, dass diese Burganlage die historische Burg Malchow war, die 1147 und 1164 im Zuge der Wendenkreuzzüge schriftlich erwähnt wurde. Heinrich der Löwe belagerte erstmals 1147 den Burgort und konnte ihn einnehmen. Es ist auch die Rede davon, dass man einen heidnischen Tempel der Burgbewohner zerstören ließ. Er soll sich etwas außerhalb der Wehranlage befunden haben. Die Burg Malchow stand nun unter deutscher Hoheit. 1164 eroberte der aufständische Obodritenfürst Pribislaw einige ehemals slawische Festungen zurück, darunter auch Malchow. Daraufhin unternahm Heinrich der Löwe einen zweiten Feldzug gegen Pribislaw und zog erneut vor die Burg Malchow. Der 1163 gefangen genommene Bruder Pribislaws, Wertislaw, wurde in Malchow auf dem Trostberg öffentlich gehängt. Pribislaw zog sich aus der Burg Malchow zurück und verschanzte sich in Demmin, wo es am Kummerower See zur Schlacht bei Verchen kam, die die Slawen mit hohen Verlusten verloren. Pribislaw unterwarf sich daraufhin Heinrich dem Löwen endgültig und wurde ab 1167 ein treuer Weggefährte Heinrichs.

## Denkmalschutz
Der Burgstall der Wallanlage ist ein Bodendenkmal nach dem Denkmalschutzgesetz des Landes Mecklenburg-Vorpommern. Nachforschungen und gezieltes Sammeln von Funden sind genehmigungspflichtig, Zufallsfunde an die Denkmalbehörden zu melden.